# ناتاليس كومس
ناتالي كونتي أو اللاتينية ناتاليس كومس، وكذلك ناتاليس دي كومتيبوس والفرنسية نويل لو كومت (1520-1582)، كان ميثوغرافيَّا إيطاليَّا وشاعرًا وإنسانيَّا ومؤرخًا. نُشرت أعماله الرئيسية Mythologiae، عشرة كتب مكتوبة باللاتينية، لأول مرة في البندقية عام 1567 وأصبحت مصدرًا للميثولوجيا الكلاسيكية في وقت لاحق من عصر النهضة في أوروبا. أعيد طبعه في طبعات عديدة. بحلول نهاية القرن السابع عشر، كان اسمه مرادفًا تقريبًا للميثولوجيا.

## روابط خارجية
- صور من طبعة 1616